# Michel Fugain
Michel Fugain (Grenoble, 12 maggio 1942) è un cantante e compositore francese.

## Biografia
Figlio di un medico combattente nella Resistenza francese durante la Seconda guerra mondiale, il giovane Michel, nonostante risultati poco brillanti alle scuole superiori, si iscrive alla facoltà di Medicina per seguire le orme paterne ma a 21 anni lascia l'Università per andare a Parigi e dedicarsi al cinema.
Stagista in alcuni cortometraggi, viene anche ingaggiato per partecipare alle riprese di alcuni film del cineasta Yves Robert. In questi anni Fugain frequenta corsi di recitazione senza mostrar ancora alcun interesse per la musica.
Successivamente, a seguito di un'amicizia stretta con il cantante Michel Sardou, gli scrive quattro canzoni per un'audizione; i risultati lo spingono a dedicarsi alla composizione. In seguito compone anche per artisti come Hugues Aufray, Hervé Vilard, Dalida e, successivamente, per Marie Laforêt il cui produttore gli propone di registrare un disco.
Esordisce nel 1966 con Un pas devant l'autre, LP contenente solo quattro canzoni; ma è con Je n'aurais pas le temps del 1967 che raggiunge notorietà, tanto che gli viene commissionata la composizione dell'inno ufficiale dei Giochi olimpici invernali nel 1968 che si sarebbero svolti a Grenoble.
Il 1969 è l'anno che lo vede esibirsi all'Olympia di Parigi, e prendersi la sua prima serie di “pause” nella sua carriera di cantante.
Il suo periodo migliore - per prolificità e successo di pubblico - è quello dal 1972 al 1974 quando entra a far parte del folto complesso musicale Big Bazar.
Di quel periodo sono Une belle histoire (divenuta nota in italiano come Un'estate fa con il testo di Franco Califano) e La fête.
L'artista francese è tuttora in attività.

## Discografia
- 1968
  - Michel Fugain
- 1971
  - Un enfant dans la ville (Sony)
- 1972
  - Fais comme l'oiseau (con i Big Bazar)  (Sony)
- 1988
  - Des reves e du vent (Sony)
- 1989
  - Un cafe et l'addition (Flarenash)
- 1991
  - Vivant a l'Olympia 1990 (Arcade), Live
- 1992
  - Sucre sale (Flarenash)
- 1996
  - Plus ca va (EMI)
  - Petites fetes entre amis (EMI), live
- 1997
  - Best of Michel Fugain (EMI)
- 1998
  - De l'air de l'aire! (EMI)
- 2001
  - ENCORE (EMI)
- 2005
  - Comédie musicale Attention Mesdames et Messieurs (Capitol Records)
- 2007
  - Bravo et Merci (Capitol Records)